# Gadielsza
Wodospad Gadielsza (ros. Гадельша, baszk. Ғәҙелша), nazywany także Ibragimowskij (ros. Ибрагимовский, baszk. Ибраһим), Tôja̋la̋ş (baszk. Төйәләҫ) lub Chudołaz (ros. Худолаз) – wodospad na górskim potoku w Uralu Południowym, będącym dopływem rzeki Chudołaz; położony 15 kilometrów od miasta Sibaj; największy wodospad na terenie Baszkirii (jednej z republik autonomicznych Rosji).
Wodospad zlokalizowany jest na wschodnim zboczu grzbietu Irendyk (ros. Ирендык). Jego wysokość to ponad 15 metrów. Dzieli się na trzy stopnie: pokonując pierwszy z nich, o wysokości 1,2 metra, woda spływa po pochyłej skale; stopień drugi i trzeci mają po 7 metrów i są strome, woda w rozbija się na tam strugi. W sezonie letnim (podczas niskiego stanu wody) przepływ wody wynosi około 10 litrów na sekundę.
Roślinność wokół wodospadu to lasy brzozowo-osikowe z domieszką modrzewia, a także roślinność skalna. W pobliżu znajdują się także rośliny wymienione w czerwonej księdze.
Od 1965 roku wodospad jest chroniony prawem jako pomnik przyrody.

## Galeria
Wodospad w różnych miesiącach roku:

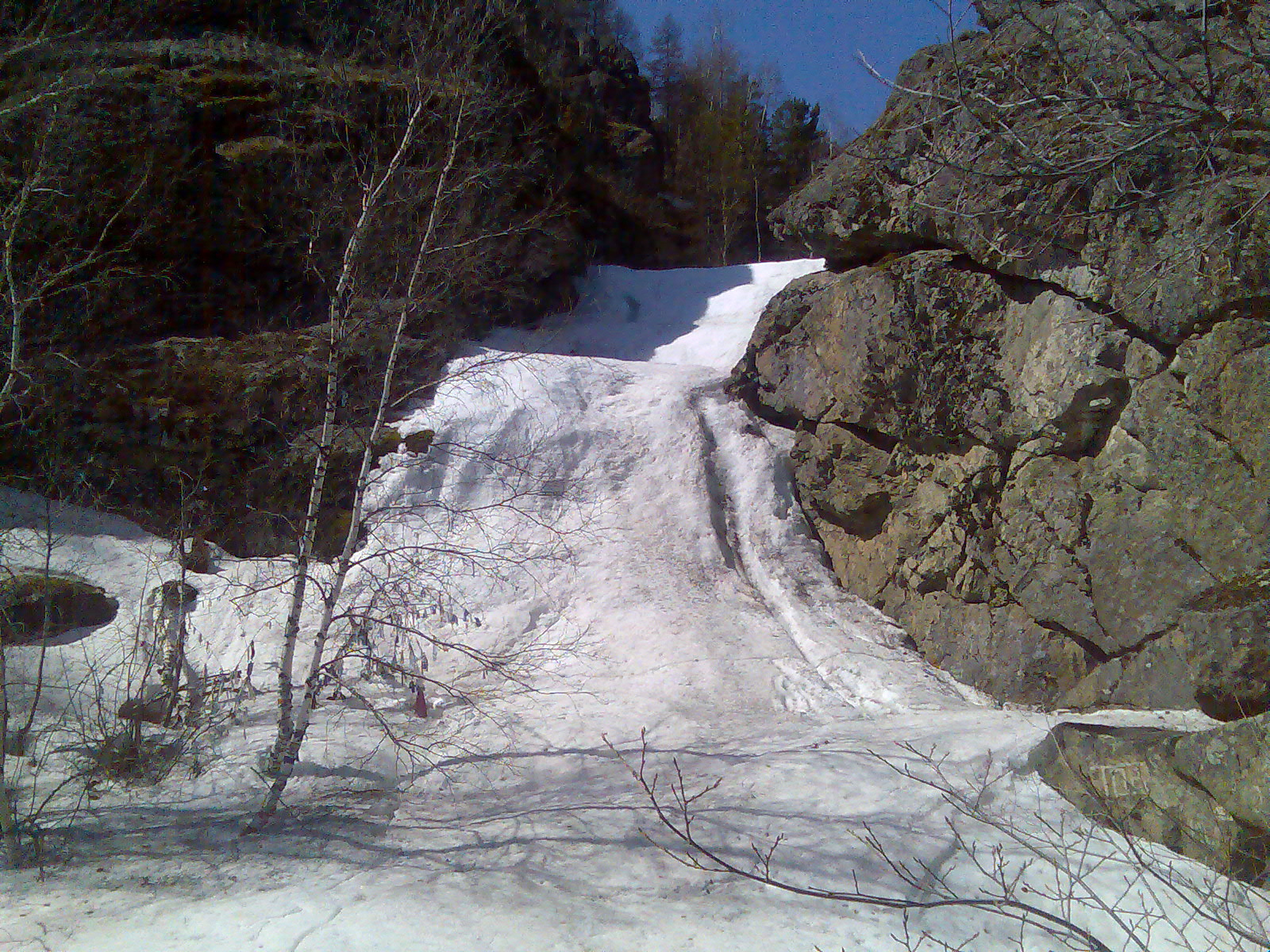
Kwiecień
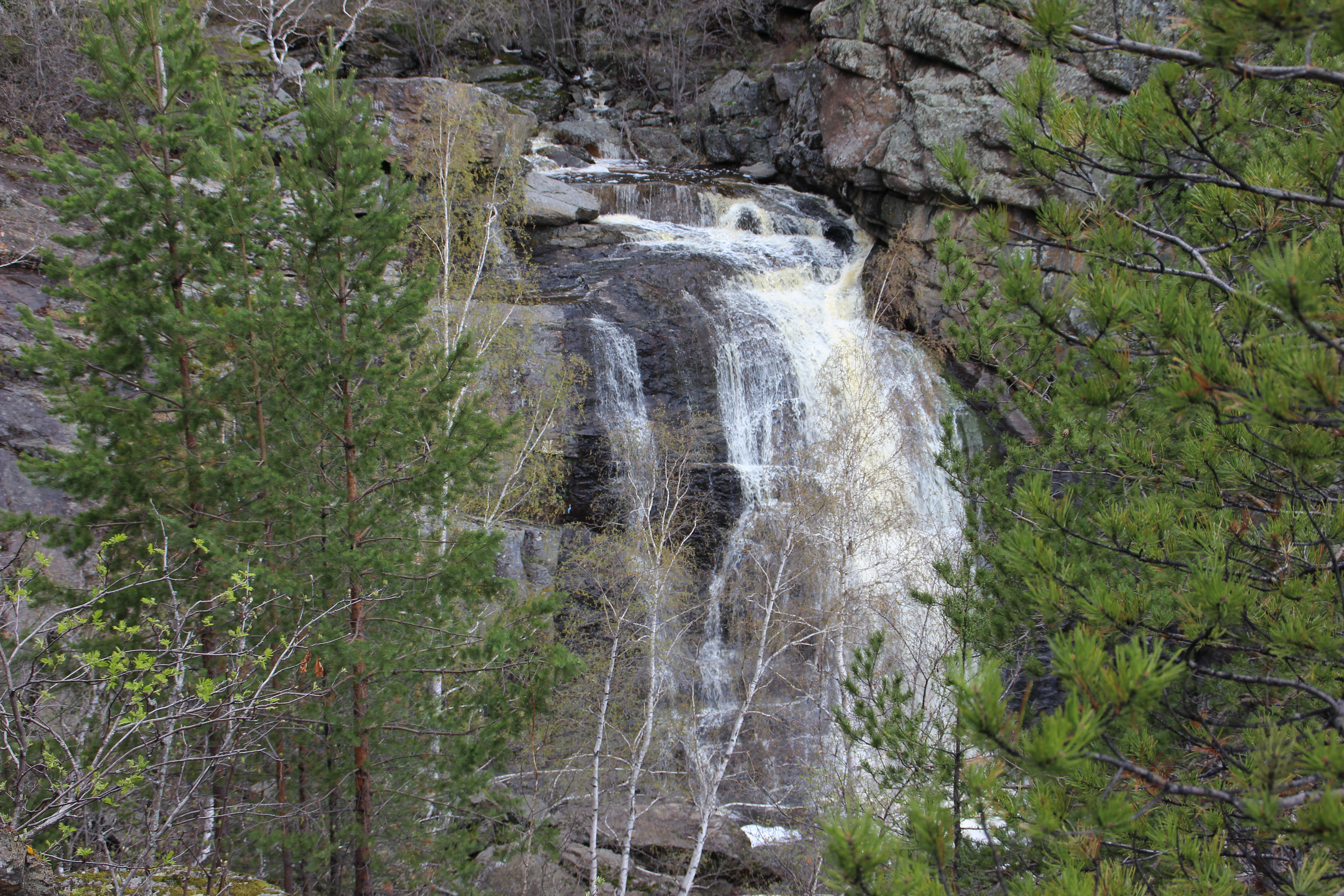
Maj
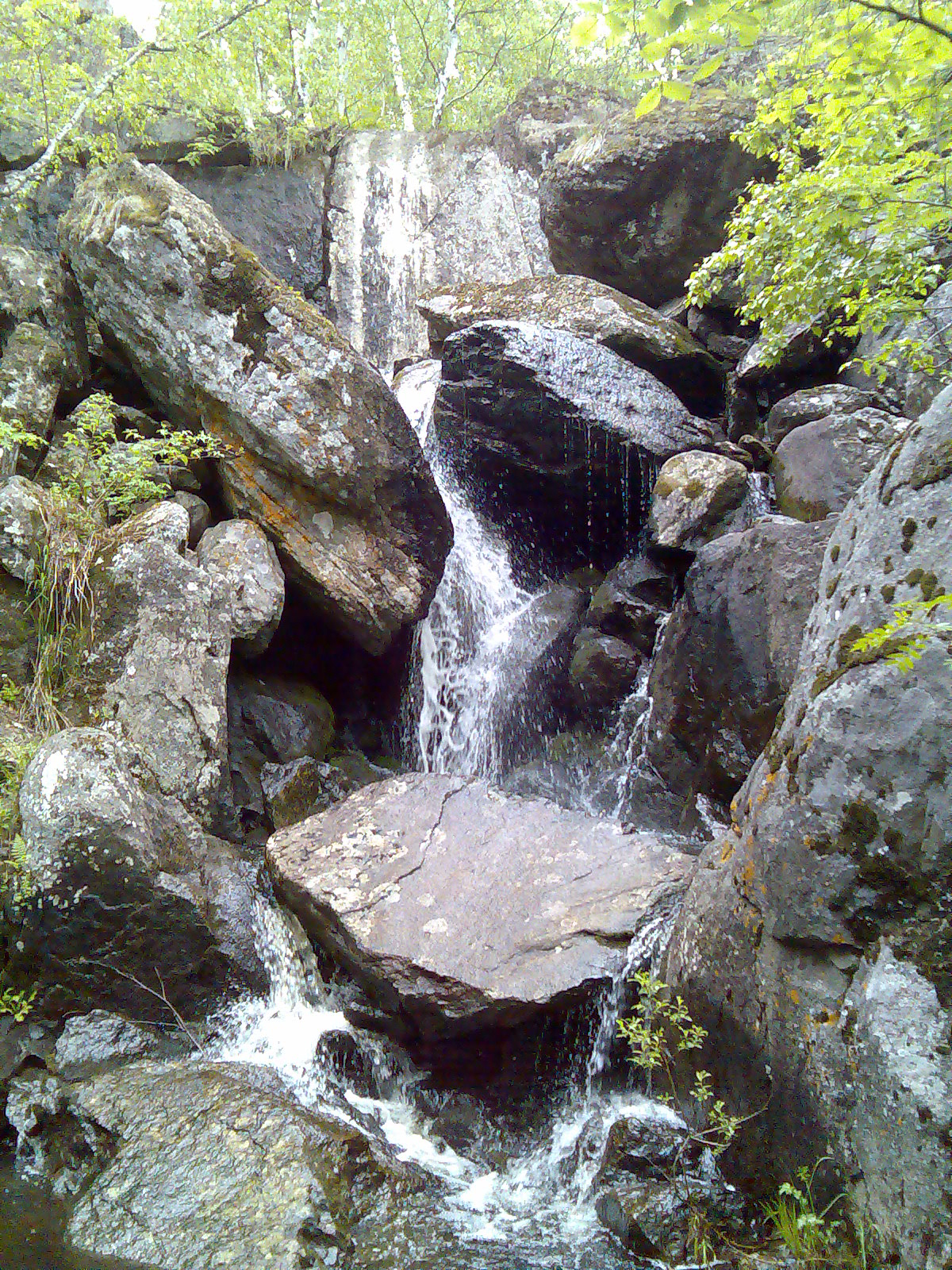
Lipiec
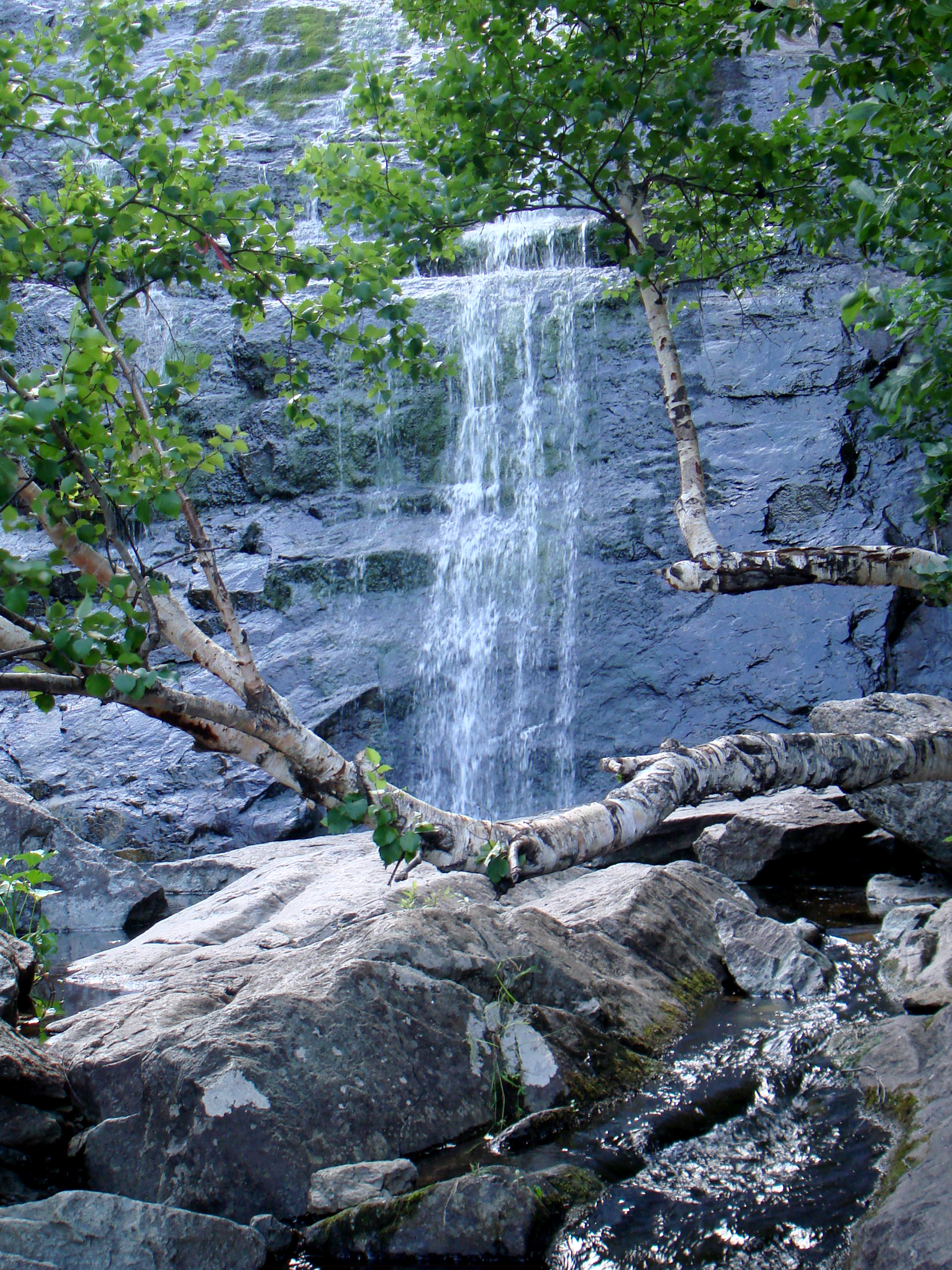
Sierpień
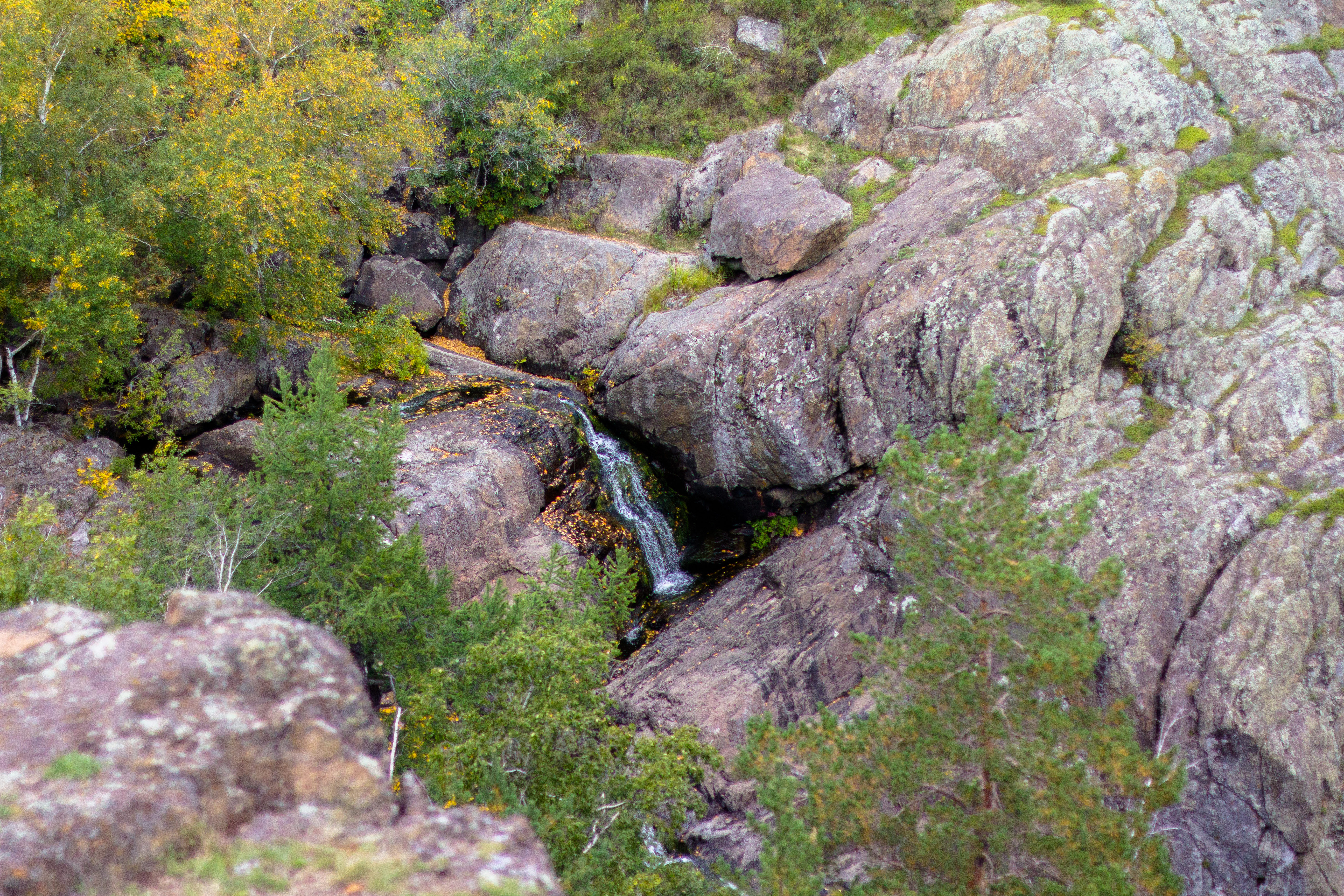
Wrzesień